# Шабельник, Иван Михайлович
Иван Михайлович Шабельник (3 января 1927, Липцы, Харьковский округ — 27 ноября 1991, Харьков) — советский военачальник, генерал-лейтенант ракетных войск стратегического назначения, военный педагог. Командир 46-й ракетной дивизии в 1970—1975 гг. Начальник Ростовского высшего военного командного училища в 1975―1982 гг.

## Биография
Родился 3 января 1927 года в селе Липцы Харьковской области в крестьянской семье. В 1946 году поступил в Калининградское миномётно-артиллерийское училище, которое окончил 1948 году. Затем окончил Высшие курсы усовершенствования и переподготовки офицерского состава реактивной артиллерии при Ростовском военном артиллерийском инженерном училище (ноябрь 1956 г. по сентябрь 1957 г.), затем — Харьковское высшее авиационно-инженерное военное училище (1968 г., заочно).
После окончания миномётно-артиллерийского училища служил командиром взвода миномётного дивизиона, затем —командиром учебной батареи, начальником отделения наводки огневой батареи 23-й бригады РВГК, старшим техником стартового отделения огневой батареи, начальником стартового отделения, помощником начальника штаба ракетного дивизиона, командиром стартовой (огневой) батареи.
После окончания Высших курсов усовершенствования при Ростовском ВАИУ назначается командиром ракетного дивизиона, затем — командиром полка и заместителем командира 46-й ракетной дивизии (август 1970 г.). В декабре 1970 г. назначается командиром 46-й ракетной дивизии. В 1971 г. в боевой состав дивизии были включены три новых ракетных полка, вооружённых ракетами УР-100У. Офицеры полков прошли переподготовку при 100-м учебном центре при полигоне Байконур) и при заводах-изготовителях ракетного комплекса. В ноябре 1973 г. 335-й ракетный полк 46-й ракетной дивизии первым в Ракетных войсках заступил на боевое дежурство с ракетами УР-100У. В начале 1970-х годов в дивизии была сформирована отдельная вертолетная эскадрилья.
Дивизия несколько раз перевооружалась на новые ракетные комплексы (Р-5М, Р-12, Р-14, УР-100, УР-100У), поэтому командиру дивизии и штабу, а также всем офицерам пришлось приложить множество усилий для переобучения личного состава. В позиционном районе дивизии был создан полевой учебный центр, на котором проводились учебные сборы в масштабе Ракетных войск стратегического назначения.
В должности командира 46-й ракетной дивизии преемником Шабельника стал И. Д. Сергеев, в будущем — министр обороны России и первый и единственный маршал Российской Федерации.
В сентябре 1975 году Шабельник был назначен начальником Ростовского высшего военного командного училища и находился на этом посту до 1982 года (в 1982 г. оно было переименовано в Ростовское высшее военное командно-инженерное училище). В октябре 1977 г. ему было присвоено воинское звание генерал-лейтенант. В 1982 году ушёл в отставку.
Был депутатам горсовета Ростова-на-Дону в 1971, 1977 и 1982 годах и депутатом Ростовского облсовета народных депутатов в 1980 г. Член горкома КПСС в Ростове на Дону в 1975 году.
После отставки проживал в Харькове, умер там же 27 ноября 1991 года.

### Награды
Был награждён двумя орденами Красного Знамени, орденом Красной Звезды и девятью медалями.